# Teodózia
A Teodózia görög eredetű női név, jelentése: az isten ajándéka.

## Gyakorisága
Az 1990-es években szórványos név, a 2000-es években nem szerepel a 100 leggyakoribb női név között.

## Névnapok
- április 2.[2]
- május 29.[2]

## Híres Teodóziák
- Feodoszija Fjodorovna orosz nagyhercegnő (1592–1594)